# Šiaulėnai
Šiaulėnai est une petite ville près de Šiauliai en Lituanie situé à 55° 41′ N, 23° 24′ E. Elle se trouve dans la municipalité du district de Radviliškis au sein du Canton de Šiauliai. Elle est la capitale du conseil des anciens de Šiaulėnai.

## Histoire

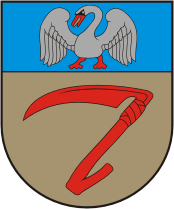
Blason de Šiaulėnai, adopté le 24 Mai 1995

Au cours du recensement de 1784, Šiaulėnai était situé dans le Duché de Samogitie.
La population juive de Šiaulėnai a été décimée par les Nazis durant la seconde Guerre Mondiale.

## Noms historiques
Sous l'occupation tsariste de la Lituanie, la ville était connue en Russie comme Шавлан. Ainsi les documents historiques en Europe de l'Ouest et aux États-Unis se réfèrent souvent à Šiaulėnai sous les noms de Shavlan, Shavlany/Schavlany, Shavlyan, Shavlyany, ou Szawlany, en Russie.

## Attractions
Les attractions notables incluent :
- Le musée de la région de Šiaulėnai, situé à LT-5137 dans le district de Radviliškis.